# Sistema solare esterno

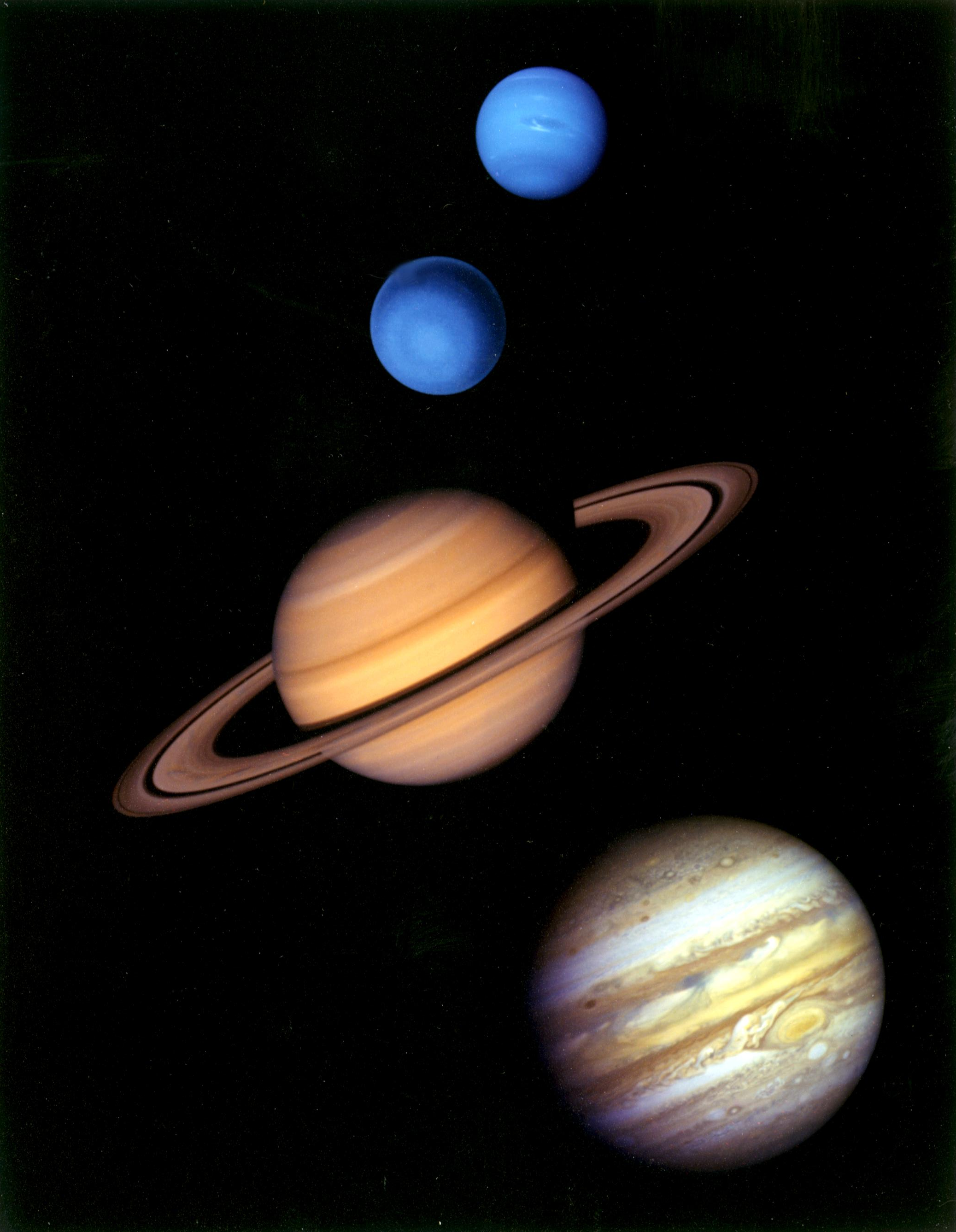
I quattro giganti gassosi, dall'alto verso il basso: Nettuno, Urano, Saturno e Giove (non in scala)

Il sistema solare esterno è la parte del sistema solare che va da oltre 5 UA di distanza dal Sole, ovvero da oltre la fascia principale degli asteroidi, alla nube di Oort. Ne facevano parte convenzionalmente solo i quattro pianeti giganti gassosi (Giove, Saturno, Urano e Nettuno) con i loro satelliti e una serie di corpi minori presenti in questa zona, ma ora vi vengono inclusi anche oggetti al di là dell'orbita di Nettuno, come alcuni pianeti nani (su tutti Plutone, un tempo considerato anch'esso pianeta esterno) e gli oggetti per l'appunto transnettuniani, oltre anche ad alcune comete a corto periodo (come la cometa di Halley).

## Storia
Nella letteratura scientifica in italiano, pianeta esterno è sinonimo di pianeta superiore, ossia dei pianeti che hanno un'orbita più ampia di quella terrestre, tuttavia Marte, pur essendo un pianeta esterno, o superiore, fa parte del sistema solare interno. Nella letteratura moderna infatti per sistema solare esterno si intendono i corpi che orbitano oltre il limite della neve e che hanno avuto una formazione ed evoluzione differente rispetto ai corpi rocciosi del sistema solare interno.

## Oltre i giganti gassosi

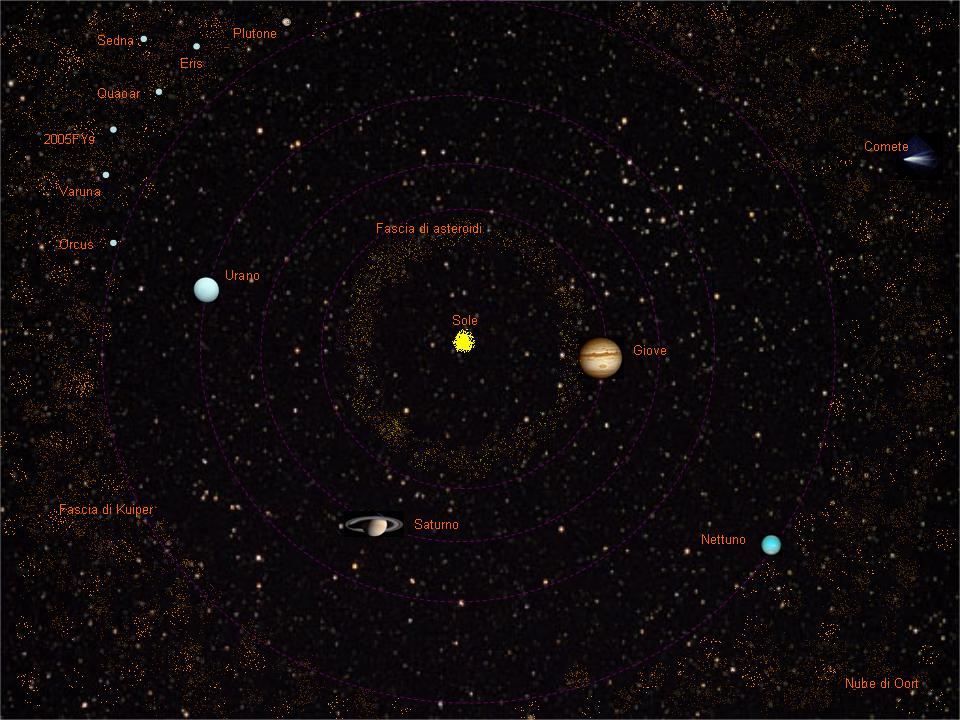
Rappresentazione del sistema solare Esterno

Al di là delle orbite dei "giganti gassosi" lo spazio è pieno di corpi che ancora rientrano sotto la giurisdizione del sistema solare. Tra di essi vengono inclusi i pianeti nani, come Plutone, Sedna, Eris, Quaoar, Makemake, Haumea, Orcus e altri oggetti che insieme delineano il completamento del quadro dell'intero sistema.
Qui si estende la fascia di Kuiper: un anello toroidale poco al di là dell'orbita di Plutone, consistente per lo più di detriti e popolato da nuclei cometari e asteroidi composti per lo più di materiale ghiacciato; si estende per una distanza che va da 30 a 50 U.A., e sono presenti circa 35.000 nuclei ghiacciati con diametro anche superiore ai 100 km.
Il disco diffuso si sovrappone alla fascia di Kuiper, ma si estende di molto verso l'esterno del sistema solare. Si pensa che questa regione sia la fonte delle comete di breve periodo. Si crede inoltre che gli oggetti del disco diffuso siano stati spinti verso orbite irregolari dall'influenza gravitazionale della iniziale migrazione verso l'esterno di Nettuno. La maggior parte degli oggetti del disco diffuso (SDOs) hanno il perielio all'interno della fascia di Kuiper, ma il loro afelio può trovarsi anche a 150 UA dal Sole. Inoltre, le orbite degli SDOs sono molto inclinate rispetto al piano dell'eclittica, spesso addirittura quasi perpendicolari a esso. Alcuni astronomi ritengono il disco diffuso semplicemente un'altra regione della fascia di Kuiper, e descrivono questi corpi come "oggetti sparsi della fascia di Kuiper".
Appena termina la suddetta fascia inizia la nube di Oort la cui sfera avvolge l'intero sistema solare; si ritiene che in essa siano situati miliardi di nuclei cometari, resti congelati della materia con la quale si formarono i pianeti. Questi corpi si estendono in uno spazio di 1,5 anni luce.